# البسباس (ولاية أولاد جلال)
البسباس بلدية بولاية أولاد جلال، كانت بلدية البسباس تابعة لولاية بسكرة الجزائرية. إلى غاية 11 ديسمبر 2019 بعد صدور القانون المتعلق بالتنظيم الإقليمي للبلاد بإستحداث عشرة ولايات جديدة.